# Играчка-плачка
„Играчка-плачка“ (на английски: The Crying Game) е драматичен филм от 1992 година на режисьора Нийл Джордан.

## Сюжет
Внимание:  Текстът по-долу разкрива сюжета на произведението (или части от него)!
Бойци от Ирландската републиканска армия отвличат британския войник Джоди като заложник. Те искат свобода за своите затворени другари в замяна на живота на войника. Джоди осъзнава, че ще бъде убит, затова убеждава Фъргюс, един от бойците, да изпълни последна молба. Джоди го моли да намери приятелката му Дил в Лондон и да се увери, че е добре.

## Актьорски състав
| Актьор            | Роля                                             |
| ----------------- | ------------------------------------------------ |
| Стивън Рий        | Фъргюс – войник на Ирландска републиканска армия |
| Миранда Ричардсън | Джуд                                             |
| Форест Уитакър    | Джоди – британски войник заложник                |
| Джей Дейвидсън    | Дил – приятелка на Джоди                         |
| Адриан Дънбар     | Питър Магуайър                                   |
| Тони Слатъри      | Девъру                                           |
| Джим Броудбент    | Кол                                              |
| Бърди Суини       | Томи                                             |
| Ралф Браун        | Дейв                                             |
| Андре Бернард     | Джейн                                            |
| Джо Савино        | Еди                                              |
| Брефни Маккена    | Тинкър                                           |
| Джак Кар          | Франкнъм                                         |